# Nikołaj Gunbin
Nikołaj Aleksandrowicz Gunbin (ros. Николай Александрович Гунбин, ur. 17 stycznia 1918 we wsi Czuchołza w obwodzie jarosławskim, zm. 12 sierpnia 2011 w Monino) – radziecki lotnik wojskowy, pułkownik, Bohater Związku Radzieckiego (1944).

## Życiorys
Urodził się w rodzinie chłopskiej. Od 1929 mieszkał z rodziną w Siestroriecku w obwodzie leningradzkim, gdzie skończył szkołę fabryczno-zawodową, później uczył się w Leningradzkim Instytucie Mechanizacji. W 1936 został powołany do Armii Czerwonej i skierowany do szkoły lotniczej, w październiku 1939 ukończył wojskową szkołę lotniczą w Czelabińsku i otrzymał stopień porucznika, służył w lotnictwie bombowym na Dalekim Wschodzie. Później uczył się w lotniczej szkole nawigatorów w Iwanowie, po ataku Niemiec na ZSRR został skierowany na Front Południowo-Zachodni, walczył na terytorium Ukrainy i w obwodzie kurskim, później na Froncie Zachodnim, m.in. w bitwie pod Moskwą. W składzie 98/10 gwardyjskiego pułku bombowego Lotnictwa Dalekiego Zasięgu od lata 1942 brał udział w bombardowaniu obiektów na głębokich tyłach wroga, m.in. w Królewcu, Tilsicie, Insterburgu, Gdańsku, Budapeszcie, Bukareszcie, Konstancy, Warszawie, Gdańsku i Berlinie, od września 1942 do lutego 1943 brał udział w bitwie pod Stalingradem. Do lipca 1943 wykonał 288 lotów bojowych w celu bombardowania, za co został nagrodzony tytułem Bohatera Związku Radzieckiego. Później brał udział w walkach m.in. na terytorium Polski i w Prusach Wschodnich oraz w operacji berlińskiej. Łącznie do końca wojny wykonał 299 lotów bojowych. W 1951 ukończył Akademię Wojskowo-Powietrzną, w której od 1954 był wykładowcą, 1951-1954 był starszym nawigatorem pułku lotniczego, w 1988 zakończył służbę w stopniu pułkownika.

## Odznaczenia
- Złota Gwiazda Bohatera Związku Radzieckiego (19 sierpnia 1944)
- Order Lenina (dwukrotnie)
- Order Czerwonego Sztandaru (trzykrotnie)
- Order Wojny Ojczyźnianej I klasy (dwukrotnie)
- Order Czerwonej Gwiazdy
- Order „Za służbę Ojczyźnie w Siłach Zbrojnych ZSRR” III klasy

I medale.